# Ah Peku Patera
Ah Peku Patera est une caldeira volcanique de 84 km de diamètre située sur Io, satellite galiléen de Jupiter, par 10,3° N et 107° W. Elle a été baptisée d'après le dieu de la foudre Ah Peku des Mayas par l'Union astronomique internationale en 2006.
Ah Peku Patera se trouve au sud de Monan Mons, sur la lisière nord-est de Bosphorus Regio, une région d'albédo clair sur l'équateur d'Io.
Ce volcan a été détecté pour la première fois par la sonde Galileo. Il est depuis considéré comme un point-chaud de l'activité géologique d'Io.